# Ítélet és kegyelem
Az Ítélet és kegyelem 2021-ben bemutatott, valós történelmi eseményeket feldolgozó magyar tévéfilm. Az alkotás, mely Sobor Antal Perelj, Uram! című regényének feldolgozásaként született meg, a 48-as szabadságharcot követő megtorlások időszakából elevenít fel egy korábban kevéssé ismert epizódot.

## Cselekmény
1849 nyarán járunk, a Dunántúlon. A magyar szabadságharc küzdelmei az ország keleti felében még javában tartanak, de nyugaton már egyre több területet megszállták az osztrákok. Haynau, aki a „rebellisek” mielőbbi leverésére és a lázongás véres megtorlására készül, Győrtől nem messze, Nagyigmándon rendezi be főhadiszállását, a még idejében elmenekült református lelkész parókiájában. Kétséget sem hagy afelől, hogy szándéka szerint mi vár a magyarokra: behódolás vagy a halál.
Az osztrák megtorló gépezet az elsők között csap le a nép lelki vezetőire, a papokra és lelkészekre. Csákberényből az idősödő református parókust, Szikszai Jánost és a fiatal katolikus plébánost, Manszbarth Antalt is elhurcolják Haynau fogdmegjei, pedig semmi mást nem követtek el, csak hazafiként viselkedtek a harcok idején és erre buzdították, illetve nyugalomra intették híveiket is. Kezdetben mindketten hisznek az igazukban és meg vannak győződve afelől, hogy nincs félnivalójuk, de hamar rá kell jönniük, hogy tisztességes eljárásra nincs esélyük, „vallatásuk” pedig csupán a rémuralom színjátéka, ahol ők jóformán meg sem szólalhatnak.

## Közreműködők

### Szereplők
- Gáspár Sándor – Szikszai János református lelkész
- Imre Krisztián – Manszbarth Antal plébános
- Hirtling István – Haynau
- Juhász Illés – Wunyewszky
- Kelemen István – Valkay
- Kerkay Rita – Julika
- Kozáry Ferenc – Ernst
- Kricsár Kamill – Buder
- Krisztik Csaba – Axmann
- Kuna Károly – Stöckl
- Kádas József – Lezsó
- Ladányi Júlia – Redl Anna
- Sághy Tamás – Hartlieb
- Varga Lili – Szikszainé
- Sarádi Zsolt – Zsoldos Mihály
- Lábodi Ádám – Förhétz
- Kovács Tamás

### Alkotók
- Rendező: Szikora János
- Forgatókönyvíró: Pataki Éva
- Operatőr: ifj. Jancsó Miklós
- Vágó: Pap Levente

## Kritikák, ismertetések a filmről
- Ítélet és kegyelem Kultúra.hu, 2021. július 15.; hozzáférés: 2025. február 12.
- Ítélet és kegyelem – Közönségtalálkozó Veszprémben Kultúra.hu, 2022. június 13.; hozzáférés: 2025. február 12.
- Ítélet és kegyelem Mafab.hu, hozzáférés: 2025. február 12.
- Ítélet és kegyelem Snitt.hu, hozzáférés: 2025. február 12.

## Érdekességek
- A forgatás 2020 novemberében, részben az eredeti helyszíneken zajlott, statisztaként részt vettek benne csákberényi lakosok is, továbbá a székesfehérvári Vörösmarty Színház, a Szabad Színház, az Alba Regia Táncegyüttes művészei és a Fehérvári Huszárok Egyesületének tagjai is.[1][2]
- A film készítését a koronavírus-járvány is nehezítette, mivel a közreműködők egy része, köztük Szikora János is elkapta a fertőzést, ezért próbák egy ideig online zajlottak, és a rendező távolból igyekezett instruálni a színészeket, beállítani a jeleneteket.[3]